# Комори на Светском првенству у атлетици на отвореном 2015.
Комори су учествовали на Светском првенству у атлетици на отвореном 2015. одржаном у Пекингу од 22. до 30. августа. једанаести пут. Репрезентацију Комора представљао је један атлетичар који се такмичио у трци на 400 м препоне.,.
На овом првенству Комори нису освојиле ниједну медаљу. Није било нових рекорда.

## Резултати

### Мушкарци
| Атлетичар       | Дисциплина    | Лични рекорд | Квалификације | Квалификације | Полуфинале           | Полуфинале           | Финале               | Финале       | Детаљи |
| Атлетичар       | Дисциплина    | Лични рекорд | Резултат      | Место         | Резултат             | Место                | Резултат             | Место        | Детаљи |
| --------------- | ------------- | ------------ | ------------- | ------------- | -------------------- | -------------------- | -------------------- | ------------ | ------ |
| Маулида Даруече | 400 м препоне | 51,79 НР     | 53,06         | 8. у гр 2     | Није се квалификовао | Није се квалификовао | Није се квалификовао | 40 / 40 (43) |        |